# 那智勝浦町立市野々小学校
那智勝浦町立市野々小学校（なちかつうらちょうりつ いちののしょうがっこう）は、和歌山県東牟婁郡那智勝浦町ある公立小学校。

## 沿革
- 2011年（平成23年）9月 - 台風12号で被災
- 2012年（平成24年）3月22日 - 被災した体育館を修復して卒業式を挙行

## 台風12号
2011年9月に発生した台風12号では氾濫した那智川の土石流によって校舎が損壊し、自宅が流された児童1名が犠牲となった。そのため、2012年3月現在、約5キロ離れた那智勝浦町立勝浦小学校の空き教室で授業が行われている。保護者らの要望により、2011年度の卒業式は元の校地の体育館で挙行された。

## 主な進学先
- 那智勝浦町立那智中学校

## 校区内の名所・施設
- 光ヶ峯
- 青岸渡寺（世界遺産）
- 那智滝（世界遺産）
- 熊野那智大社（世界遺産）
- 那智ねぼけ堂
- 那智発電所
- 那智勝浦浄水場